# Architektura (czasopismo)
Architektura: wydawnictwo Zarządu Głównego Stowarzyszenia Architektów R. P. w Warszawie z zasiłku Ministerstwa Kultury i Sztuki - czasopismo wydawane przez Zarząd Główny Stowarzyszenia Architektów Polskich. Ukazuje się od 1947 roku. Pierwszym redaktorem naczelnym był Tadeusz Filipczak. Od roku 1948 funkcję redaktora pełnił Jan Minorski, od 1957 nr 9 Tadeusz Filipczak, od 1966 roku Tadeusz Przemysław Szafer, od 1972 nr 7 Zygmunt Skrzydlewski, od 1975 nr 11 Andrzej Bruszewski. W latach 1990–1991 wydawcą była Fundacja Pro-Architektura. Ostatni numer czasopisma ukazał się w 1991 roku.
Zawierało liczne dodatki w tym:
- Biuletyn Instytutu Urbanistyki i Architektury 1950-1955[2]

- Przegląd Bibliograficzny Urbanistyki i Architektury w latach 1951-1952[2]
- Przegląd Dokumentacyjny Urbanistyki i Architektury 1953-1955[2]
- Dom : suplement do czasopisma "Architektura" 1982-1985[3]